# Soweto
Pour l'atelier d'artisanat de récupération de Dakar (Sénégal), voir Soweto Village.

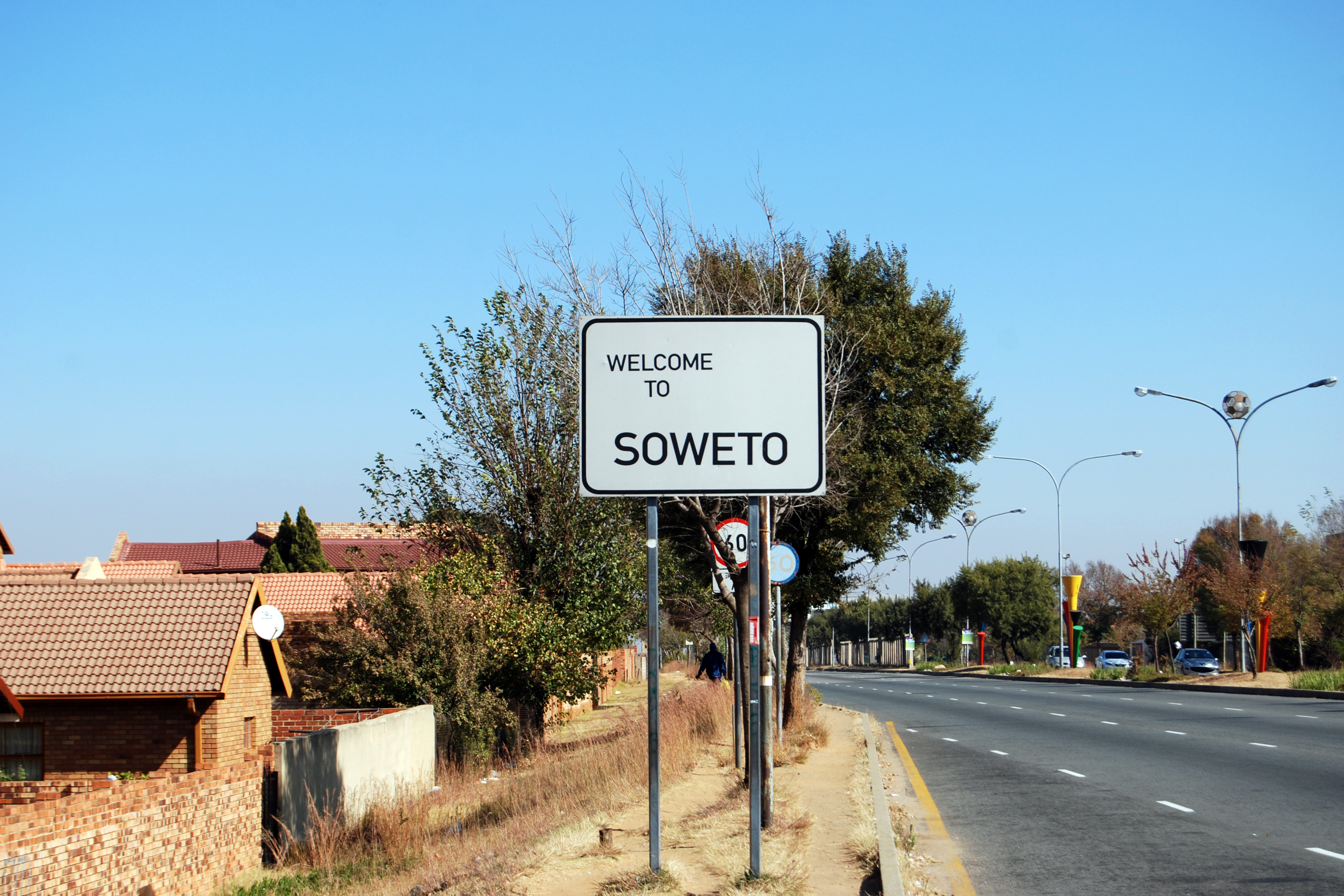
Entrée de Soweto.

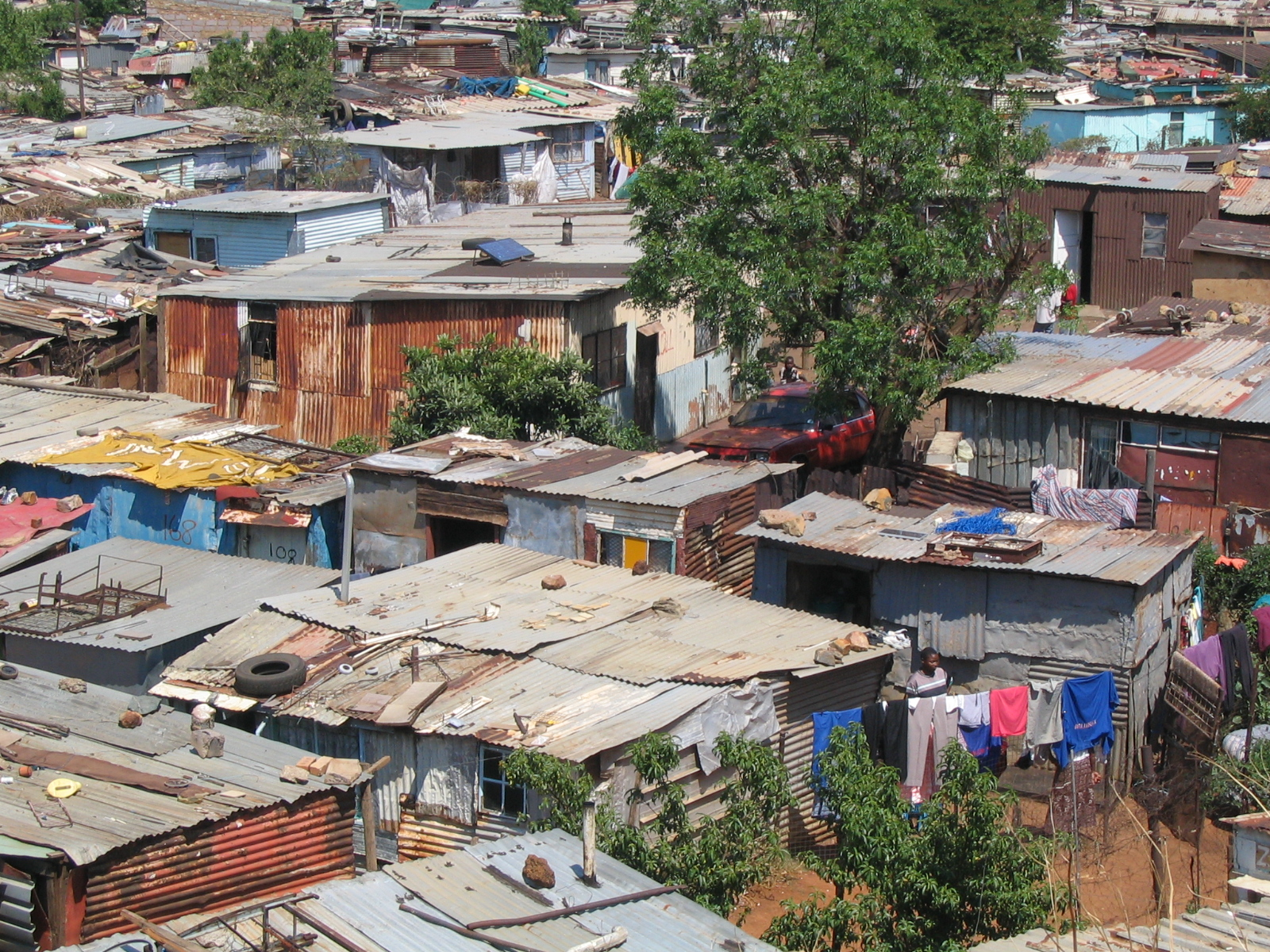
Bidonvilles du Township de Soweto.

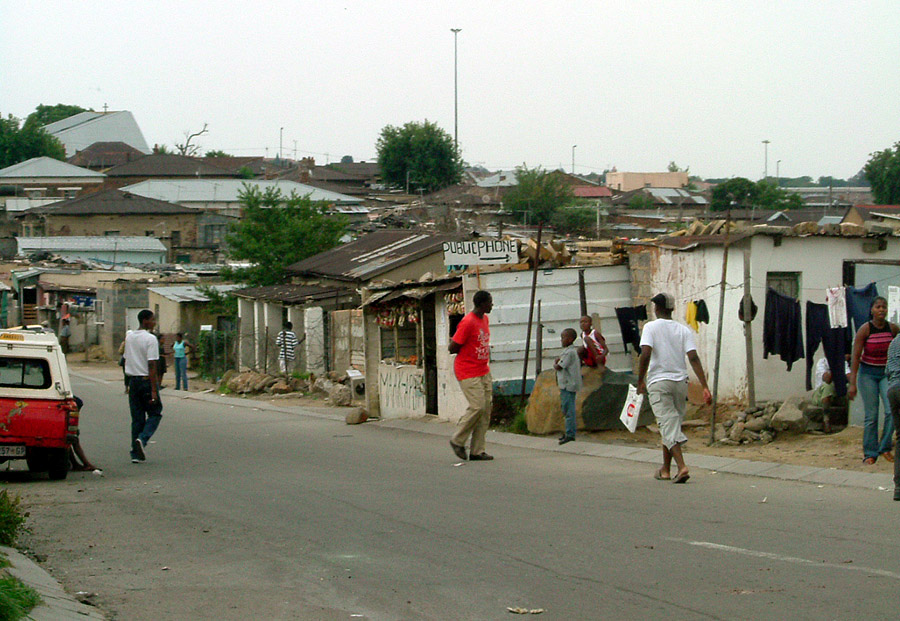
Rue de Soweto.

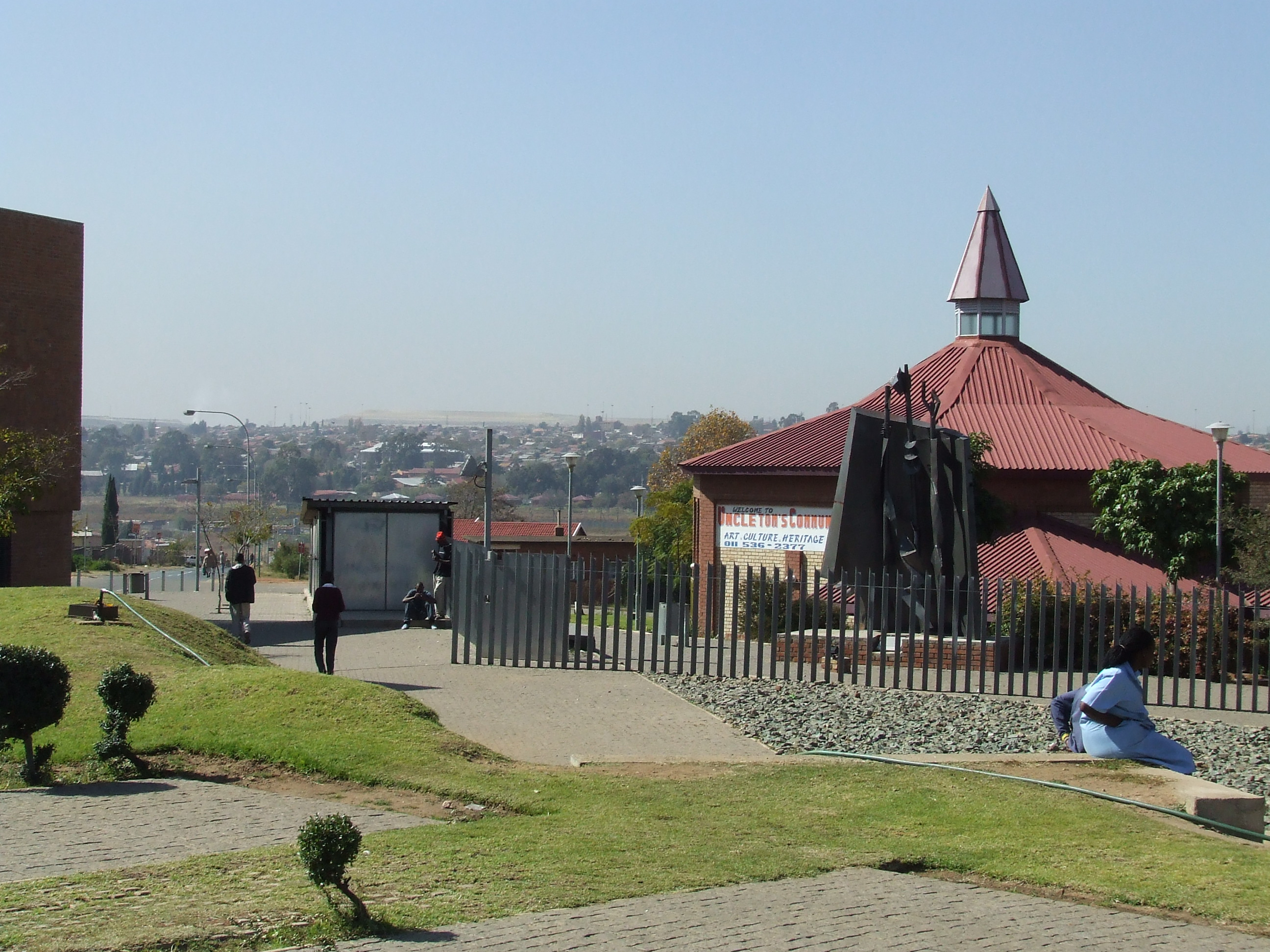
Quartier d'Orlando West à Soweto.

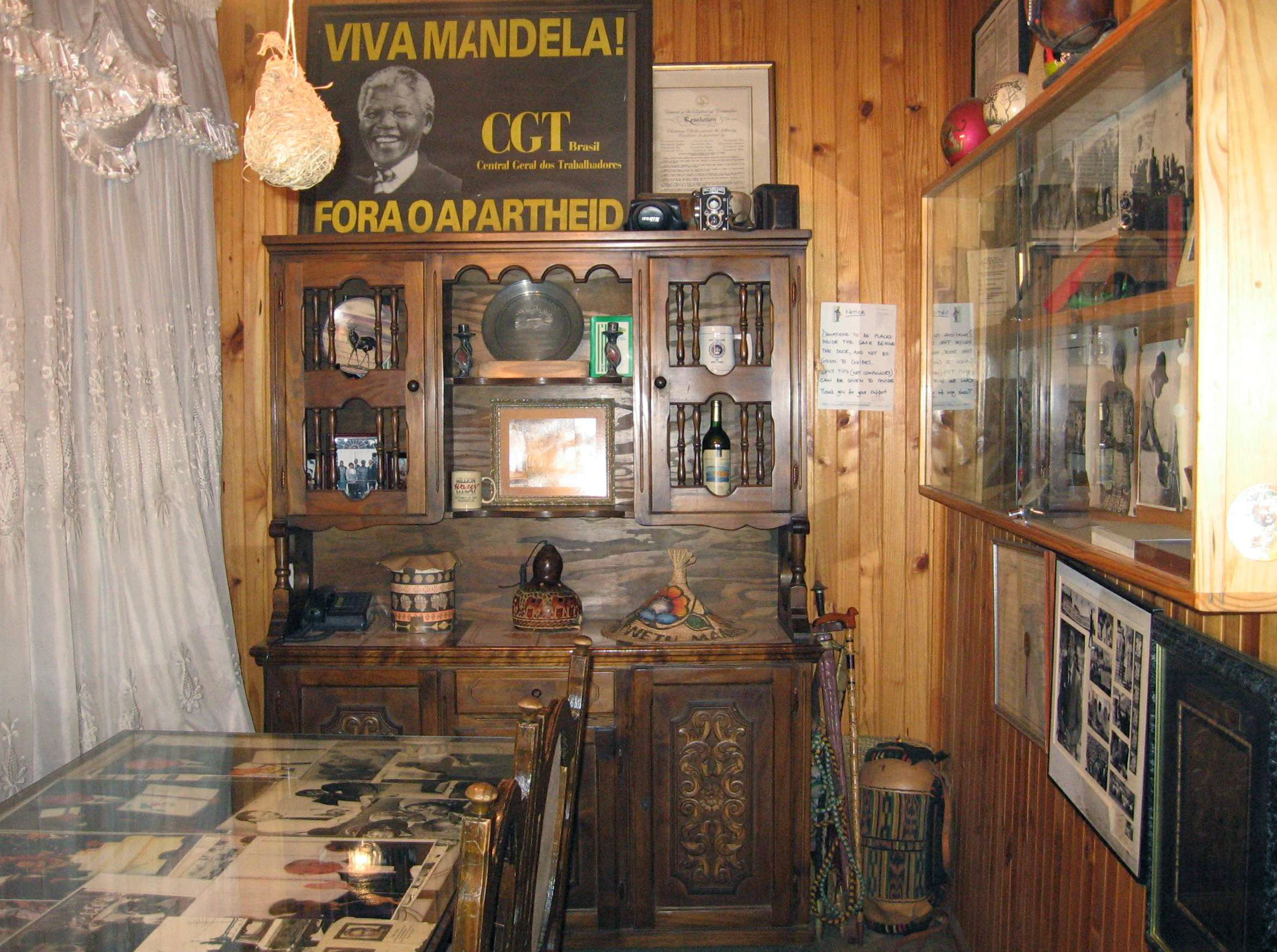
Musée Mandela à Soweto.

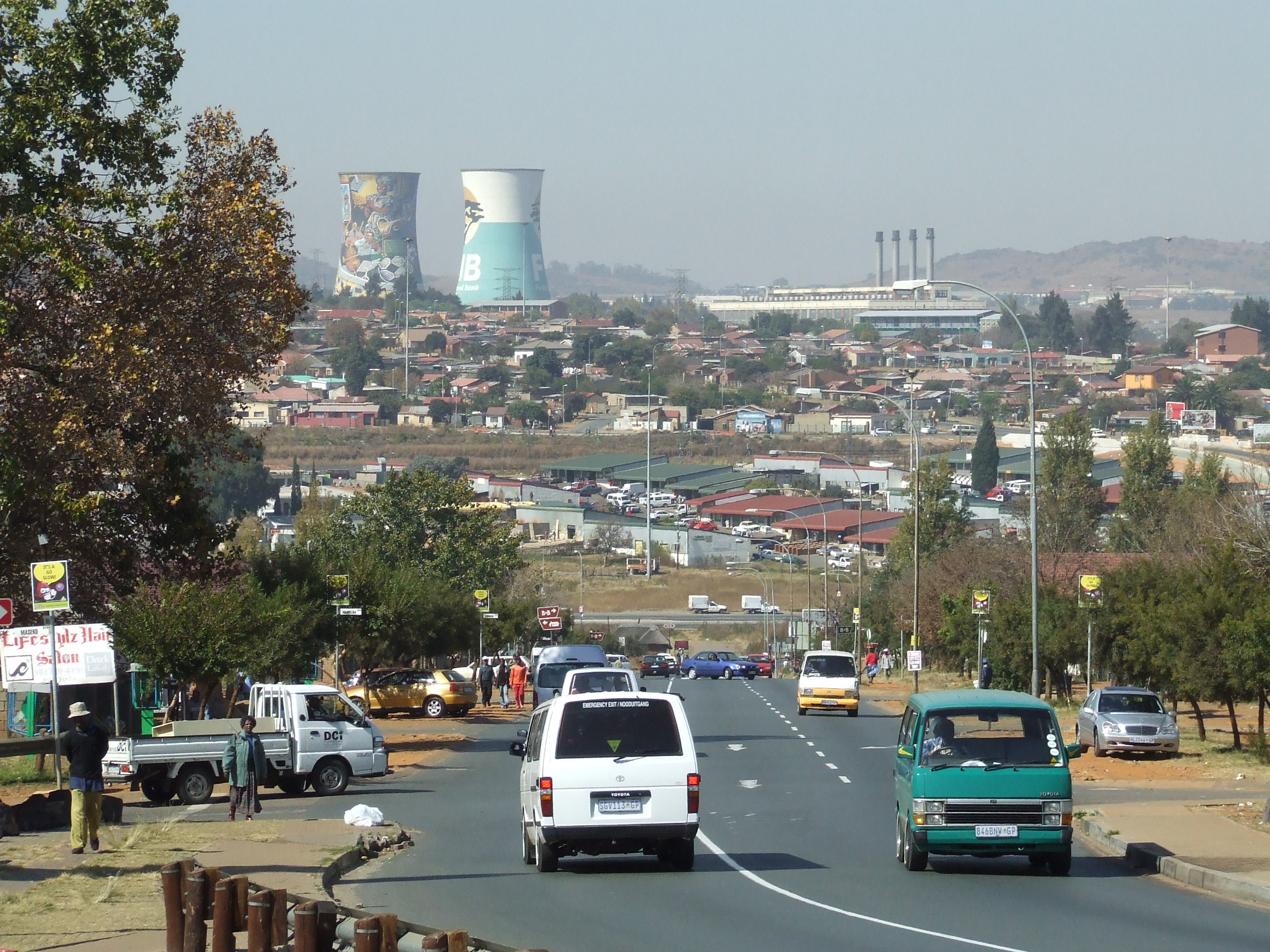
Soweto.

Soweto (South Western Township) est un township sud-africain, située à 15 km au sud-ouest de Johannesburg, dans la province du Gauteng (Transvaal).

## Géographie

### Démographie
Soweto est le plus peuplé des townships d'Afrique du Sud, avec une population de 858 644 habitants, recensée en 2001, et qui est estimée en 2009 à 1 300 000 personnes. Ces résultats constituèrent une surprise car les estimations de population dans les années 1980 et années 1990 étaient de 4 000 000 d'habitants.

## Administration
Soweto est intégré à la municipalité de Johannesburg, dont elle constitue les régions 6 et 10.

## Histoire
La partie ouest de ce qui est actuellement le quartier Soweto fut le lieu des deux batailles de Doornkop : la première en 1896 lors du Raid Jameson et la seconde en 1900 lors de la seconde guerre des Boers. Les Britanniques tentaient alors de prendre Johannesburg, la capitale économique boer.
Créée dans les années 1950, elle faillit porter le nom de Verwoerdville en hommage à Hendrik Verwoerd, alors ministre des affaires indigènes et l'un des principaux concepteurs de l'apartheid.
En 1951, en application des nouvelles lois d'apartheid, Soweto fut conçu pour recevoir des résidents uniquement noirs. À cette fin, des quartiers entiers, peuplés de Noirs ou racialement mixtes, assez proches des villes, furent classifiés comme zones blanches (ou zones pour gens de couleurs, métis ou indiens). En conséquence, les habitants noirs furent chassés de ces quartiers requalifiés comme à Sophiatown et envoyés à 15 km au sud-ouest de Johannesburg sur des terrains rachetés à des fermiers par le gouvernement et qui étaient connus sous leurs noms de Doornkop, Klipriviersoog, Diepkloof, Klipspruit et Vogelstruisfontein. Ces terrains allaient former l'ossature de Soweto.
À l'origine, banlieue noire constituée de petites maisons alignées, Soweto allait connaître un accroissement démographique fulgurant, marqué par la construction de bidonvilles et l'insuffisance des services publics, incapables de s'adapter à la demande en électricité et en eau potable.
En 1976, les émeutes de Soweto firent entrer le township dans l'actualité internationale quand le gouvernement rendit obligatoire l'enseignement de la langue afrikaans.
Durant les années 1980, le township est le symbole de la résistance noire à l'apartheid où le Mémorial et musée Hector Pieterson est situé.

## Les quartiers
Soweto comprend plusieurs quartiers, certains aisés, d'autres très pauvres et des bidonvilles (Soweto demeure une des régions les plus pauvres d'Afrique du Sud) : 
- Chiawelo (1956) ;
- Dhlamini (1956) ;
- Diepmeadow ;
  - Diepkloof (1957),
  - Meadowlands (1958),
  - Meadowlands West ;
- Dobsonville  ;
- Doornkop ;
- Dube (1948) ;
- Emdeni (1958) ;
- Jabavu (1948) ;
- Jabulani (1956) ;
- Klipspruit (1904) ;
- Kliptown ;
- Mapetla (1956) ;
- Mmesi Park ;
- Mofolo (1954) ;
- Molapo (1956) ;
- Moletsane (1956) ;
- Moroka (1946) ;
- Naledi (1956) ;
- Noordgesig ;
- Orlando (1932) ; dont Orlando East et Orlando West (1946) ;
- Phiri (1956) ;
- Pimville (1934) ;
- Power Park ;
- Protea Glen ;
- Protea North ;
- Protea South  ;
- Senaoane (1958) ;
- Tladi (1956) ;
- Zola (1956) ;
- Zondi (1956).

## Personnalités notables
- Cyril Ramaphosa (1952-), homme d'État sud-africain, Président de la république d'Afrique du Sud depuis 2018.
- Andrew Mlangeni (1925-2020), militant politique sud-africain anti-apartheid.
- Zindzi Mandela (1960-2020), diplomate et poète sud-africaine.
- Sibongile Khumalo (1957-2021), chanteuse d'opéra sud-africaine.
- Patrice Motsepe (1962-), homme d'affaires sud-africain et président de la caf depuis 2021.
- Lerato Mbele, journaliste et animatrice sud-africaine travaillant pour la BBC.
- Samthing Soweto, chanteur sud-africain.
- Kamo Mphela, chanteuse et danseuse sud-africaine.

### Filmographie
- Une saison blanche et sèche (A Dry White Season), 1989, film de Euzhan Palcy, avec Donald Sutherland et Marlon Brando (qui soutient activement le film en jouant gratuitement le rôle de l'avocat de la famille noire, comme il le révèle dans son autobiographie : Les chansons que m'apprenait ma mère, p. 352, éd. Belfond 1994), scénario d'après le roman d'André Brink, 1979 (Prix Medicis Etranger, 1980).
- Surfing Soweto, film documentaire (2010)